# Чэнь Хунъи
Чэнь Хунъи́ (кит. упр. 陈虹伊, пиньинь Chén Hóngyī; род. 19 сентября 2002, Пекин) — китайская фигуристка. Она является победительницей Гран-при Китая (2020), серебряным призёром чемпионата Китая (2020) и участницей чемпионатов, проводимых под эгидой ИСУ.

## Карьера

### Ранние годы
Чэнь Хунъи встала на коньки в 2008 году. На взрослом уровне, она заняла четвертое место на чемпионате Китая 2017 года.

### Сезон 2017/2018
Дебют Чэнь Хунъи в серии Гран-при среди юниоров состоялся в сентябре 2017 года в Загребе, где она заняла 16 место. В следующем месяце она заняла 10-е место в Гданьске, Польша. В декабре она впервые попала на подиум, завоевав бронзу на чемпионате Китая 2018 года. Она вышла в произвольную программу и заняла 18-е место в общем зачёте на чемпионате мира среди юниоров 2018 года в Софии.

### Сезон 2018/2019
В начале августа Чэнь Хунъи дебютировала на международной арене. Она заняла 6-е место на Открытом чемпионате Азии по фигурному катанию. Чен заняла 14-е место на чемпионате четырёх континентов 2019 года. Она заняла 19-е место на чемпионате мира по фигурному катанию среди юниоров в начале марта, а в конце месяца отправилась в Сайтаму на взрослый. В короткой программе Чен набрала 58,53 балла.

## Программы
| Сезон     | Короткая программа                                                         | Произвольная программа       |
| --------- | -------------------------------------------------------------------------- | ---------------------------- |
| 2018/2019 | - Notte Stellata (Лебедь) Тони Рени, Камиль Сен-Санс в исполнении Иль Воло | - Baghdad Джесси Кук         |
| 2017/2018 | - Арена в исполнении Линдси Стерлинг                                       | - Why Are The Flowers So Red |

## Результаты
| Соревнования                  | 14/15         | 15/16         | 16/17         | 17/18         | 18/19         | 19/20         | 20/21         |
| Международные                 | Международные | Международные | Международные | Международные | Международные | Международные | Международные |
| ----------------------------- | ------------- | ------------- | ------------- | ------------- | ------------- | ------------- | ------------- |
| Чемпионат мира                |               |               |               |               | 19            |               |               |
| Чемпионат четырёх континентов |               |               |               |               | 14            | 11            |               |
| Гран-при. Cup of China        |               |               |               |               |               | 9             | 1             |
| Гран-при. Rostelecom Cup      |               |               |               |               |               | 8             |               |
| Челленджер. Alpen Trophy      |               |               |               |               | 10            |               |               |
| Челленджер. Asian Open        |               |               |               |               | 6             |               |               |
| Челленджер. Золотой конёк     |               |               |               |               | 7             |               |               |
| Shanghai Trophy               |               |               |               |               |               | 5             |               |
| Международные среди юниоров   |               |               |               |               |               |               |               |
| Чемпионат мира                |               |               |               | 18            | 19            |               |               |
| Гран-при. Австрия             |               |               |               |               | 8             |               |               |
| Гран-при. Польша              |               |               |               | 10            |               |               |               |
| Гран-при. Хорватия            |               |               |               | 16            |               |               |               |
| Национальные                  |               |               |               |               |               |               |               |
| Чемпионат Китая               | 20            | 14            | 4             | 3             | 3             | 2             |               |